# Le Mystérieux Docteur Broadway
Pour plus de détails, voir Fiche technique et Distribution.
Le Mystérieux Docteur Broadway (Dr. Broadway) est un film américain réalisé par Anthony Mann, sorti en 1942.

## Synopsis
Le Docteur Timothy "Doc" Kane, surnommé "Dr. Broadway", se retrouve mêlé au meurtre de Vic Telli, qui lui avait confié la mission de retrouver sa fille Margie Dove qu'il n'a pas vue depuis qu'elle avait six ans...

## Fiche technique
- Titre français : Le Mystérieux Docteur Broadway[1]
- Titre original : Dr. Broadway
- Réalisation : Anthony Mann, assisté d'Harve Foster (non crédité)
- Scénario : Art Arthur, d'après la nouvelle Dr. Broadway de Borden Chase
- Direction artistique : Hans Dreier, A. Earl Hedrick
- Photographie : Theodor Sparkuhl
- Son : Harry Lindgren, Gene Garvin
- Montage : Arthur P. Schmidt
- Musique : Robert Emmett Dolan, Paul Sawtell
- Orchestrations : Marlin Skiles
- Production associée : E.D. Leshin
- Production : Sol C. Siegel
- Société de production : Paramount Pictures
- Société de distribution : Paramount Pictures
- Pays de production :  États-Unis
- Langue originale : anglais
- Format : noir et blanc — 35 mm — 1,37:1 — Mono (Western Electric Mirrophonic Recording)
- Genre : Comédie dramatique
- Durée : 67 minutes
- Dates de sortie :
  - États-Unis : 9 mai 1942
  - France : 4 octobre 1946[1]

## Distribution
- Macdonald Carey : Docteur Timothy "Doc" Kane
- Jean Phillips : Connie Madigan
- J. Carrol Naish : Jack Venner
- Eduardo Ciannelli : Vic Telli
- Richard Lane : Patrick Doyle
- Joan Woodbury : Margie Dove
- Warren Hymer : Maxie
- Frank Bruno : Marty
- Olin Howlin : le professeur
- Abe Dinovitch : Benny
- Mary Gordon : Broadway Carrie
- Arthur Loft : le capitaine Mahoney
- Gerald Mohr : Red
- Spencer Charters : Oscar Titus
- Sidney Melton : Louie la Conga
- Thomas W. Ross : le magistrat
- Jay Novello : Greeny
- John Gallaudet : Al
- Al Hill : Jerry
- John Hamilton : Inspecteur Joe
- Charles C. Wilson : Procureur de district McNamara